# ランデヴー・エンタテインメント
ランデヴー・エンタテインメント（Rendezvous Entertainment）、またはランデヴー・ミュージック（Rendezvous Music）は、2002年にサックス奏者のデイヴ・コーズ、フランク・コディ、ハイマン・カッツによって創設された、アメリカ合衆国ロサンゼルスに本拠を置く、ジャズ・フュージョン（コンテンポラリー・ジャズ）をメインにするレコード・レーベル。
2006年の3月から4月にかけてデイヴ・コーズは、ランデヴー・オール・スターズを率い、サックス奏者のカーク・ウェイラムとキーボーディストのブライアン・シンプソンを引き連れて来日公演を行った。
2008年8月15日にSmooth Jazz Vibesによりランデヴーはマック・アヴェニュー・レコードに売却されたことが報じられる。ブランド名は残り、レーベルは継続されることとなる。デイヴ自身は当時キャピトル・レコードとの契約により、結局この自主レーベルよりソロ作を出すことは出来ず、コンコード・レコードへ移っていってしまった。
日本盤はビデオアーツ・ミュージックが発売元となっている。

## 沿革
- 2002年 デイヴ・コーズ、フランク・コディ、ハイマン・カッツによって創設。
- 2008年 デイヴ・コーズらによりランデヴーはマック・アヴェニュー・レコードに売却。[1]

## 主なアーティスト
- ウェイマン・ティスダール
- カーク・ウェイラム
- カイル・イーストウッド
- ゴールデン・スランバーズ
- ジョナサン・バトラー
- スティーヴォ・シアード
- デイヴ・コーズ
- トニー・メイデン
- トム・ブラクストン
- パティ・オースティン
- パラフル
- ビル・シャープ
- フィリップ・セス（フィリップ・セス・トリオ）
- ブライアン・シンプソン
- マーク・アントワン
- マイケル・リントン